# Les Salles
Pour les articles homonymes, voir Les Salles (homonymie) et Salles.
Les Salles sont une commune française située dans le département de la Loire, en région Auvergne-Rhône-Alpes.
Ses habitants sont appelés les Salards.

## Géographie

### Localisation
Les Salles font partie du Forez et sont situées dans le nord-ouest du département de la Loire. C'est la commune la plus au nord de l'arrondissement de Montbrison.
Le territoire de la commune représente une superficie de 2 521 hectares et constitue la partie septentrionale de l'ancien canton de Noirétable.
Il est limitrophe de huit autres communes, dont deux dans le département voisin du Puy-de-Dôme :
| Chabreloche (Puy-de-Dôme) Arconsat (Puy-de-Dôme) | Chausseterre | Saint-Romain-d'Urfé |
| Cervières                                        | Salles       | Champoly            |
| Noirétable                                       |              | Vêtre-sur-Anzon     |

### Géologie et relief
Le sous-sol est en grande partie granitique (type monzogranite) avec une zone calcaire du côté des Fialins et des Fours à chaux (tufs à éléments calcaires).
Le relief est composé par :
- une bordure montagneuse et forestière au nord-ouest qui constitue les premiers contreforts du massif des Bois Noirs ;
- des collines en pentes douces dans la zone centrale (La Goutte - Le Bourg - Mérange) ;
- des zones planes assez étendues au sud-est (Les Bataillouses, La Plagnette).

Le point culminant du territoire est situé au bois Saint-Thomas à 963 mètres d'altitude. Le point le plus bas est à 652 mètres, au Lac.

### Hydrographie
Les principaux cours d'eau sont le ruisseau de Royon, le ruisseau de La Goutte et le ruisseau de Bareille qui vont se regrouper pour former plus en aval le ruisseau des Salles.
La commune est parsemée de nombreux étangs : La Goutte, Royon, La Plagnete, Goutoule, Guirande, Saint-Claude, Relange, Rullion, les Traversières, etc.

### Paysages

#### Les tourbières
De nombreuses tourbières sont situées sur la commune (les Roussis, la Plagnette, le Verdier…). Ces zones humides constituent la mémoire végétale de la commune. La matière organique (pollens, arbustes, plantes…) qui s'y trouve s'est accumulée sur plusieurs milliers d'années.
Les tourbières du Verdier et de la Plagnette, d'une superficie d'environ 3 000 m2 chacune, ont fait l'objet d'une étude complète par Hervé Cubizolle en 2004. Elles ont été datées de la fin de l'âge de bronze (1000 av. J.-C. pour le Verdier et 1500 av. J.-C. pour la Plagnette). Les archives végétales qu'elles renferment sont donc d'une valeur inestimable,.

### Climat
Pour des articles plus généraux, voir Climat d'Auvergne-Rhône-Alpes et Climat de la Loire.
En 2010, le climat de la commune est de type climat des marges montargnardes, selon une étude du Centre national de la recherche scientifique s'appuyant sur une série de données couvrant la période 1971-2000. En 2020, Météo-France publie une typologie des climats de la France métropolitaine dans laquelle la commune est exposée à un climat de montagne ou de marges de montagne et est dans la région climatique  Nord-est du Massif Central, caractérisée par une pluviométrie annuelle de 800 à 1 200 mm, bien répartie dans l’année. 
Pour la période 1971-2000, la température annuelle moyenne est de 9,7 °C, avec une amplitude thermique annuelle de 15,9 °C. Le cumul annuel moyen de précipitations est de 966 mm, avec 10,9 jours de précipitations en janvier et 7,9 jours en juillet. Pour la période 1991-2020, la température moyenne annuelle observée sur la station météorologique de Météo-France la plus proche, « Saint-Just-en-Chevalet », sur la commune de Saint-Just-en-Chevalet à 8 km à vol d'oiseau, est de 9,8 °C et le cumul annuel moyen de précipitations est de 884,6 mm,. Pour l'avenir, les paramètres climatiques de la commune estimés pour 2050 selon différents scénarios d'émission de gaz à effet de serre sont consultables sur un site dédié publié par Météo-France en novembre 2022.

## Urbanisme

### Typologie
Au 1er janvier 2024, Les Salles sont catégorisées commune rurale à habitat dispersé, selon la nouvelle grille communale de densité à sept niveaux définie par l'Insee en 2022.
Elle est située hors unité urbaine et hors attraction des villes,.

### Lieux-dits, hameaux et écarts

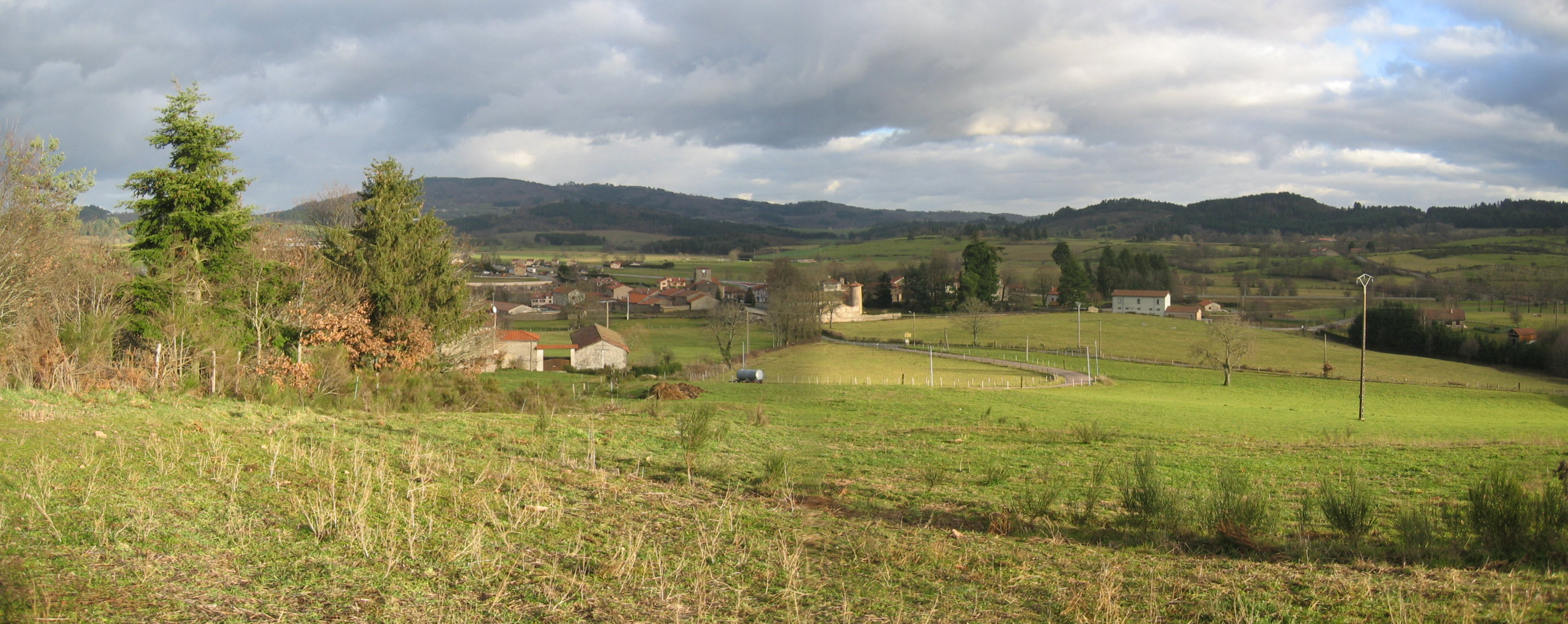
Le village vu depuis les hauteurs de la Croix Blanche.

- Les Arioux
- Artuzet
- Beurière
- Le Bois Rizolle
- Boulade
- Brissay
- Cadelon
- Chaumette
- Chapt
- Charbonnières
- Les Chassains
- Les Chazelets
- Coavoux
- Le Collège
- Les Combes
- La Combelle
- La Côte
- Coubanouze
- La Croix Blanche
- La Cure
- Chez Dambert
- Fauchemagne
- Les Fialins
- Chez Georges
- Goutoule
- La Goutte
- Gouttegente
- Gouttenoire
- Les Gouttes
- Guirande
- Le Lac
- La Loge
- Mérange
- La Pique
- Pierre-Plate
- La Plagnette
- Rapeaux
- Relange
- Les Ronzières
- La Rorie
- Royon
- Rullion
- Saint Roch
- Les Serrots
- Le Supt
- Le Treyve
- Le Verdier

### Voies de communication et transports
L'autoroute A89 traverse le territoire de la commune selon une direction est-ouest. Elle passe à proximité du bourg. L'échangeur de la sortie 31 se trouve à l'entrée est du bourg.

## Toponymie
La plus ancienne mention du nom de la commune date des environs de l'an 1000 dans le cartulaire de l'abbaye de Savigny Ecclesia de Sales.
On retrouve dans une autre édition de ce même ouvrage une mention Ecclesia de Salis en 1225 et Sancti Petri di Salis en 1361.
Jusqu'à la Révolution, le village commune s'est appelé Saint-Pierre-des-Salles.
Les spécialistes de toponymie sont très partagés sur le sens du nom :
- pour Albert Dauzat le nom viendrait du mot germanique saal : chambre ;
- de même pour Pierre Louis Augereau, le nom provient du mot salle qui en ancien français désignait le siège d'une seigneurie, une maison noble ou un logis fortifié. Ce mot dérive du bas latin sala après emprunt au francique sal qui a donné en allemand saal : chambre, château.

Les autres explications sont plutôt fantaisistes :
- certains font un rapprochement avec Saint François de Sales ;
- d'autres font dériver le nom du latin saltus : lieu boisé ;
- une autre hypothèse le rattache au nom du saule, et plus particulièrement de sa traduction germanique Salt ;
- Charles Jacquet, historien local, émet quant à lui, l'hypothèse d'une origine liée au mot latin sala qui, en son temps, signifiait hôtellerie, taverne. Il fait allusion à un relais situé en bordure de la voie romaine Lugdunum (Lyon) - Burdigala (Bordeaux) qui passait dans la commune et qui aurait été à l'origine du village. Cette explication est à rapprocher des deux premières et c'est la plus vraisemblable.

Il est à noter qu'en France, 28 communes portent le nom de Salles, toutes situées dans la moitié sud de la France.

### Influence linguistique
Située aux confins des trois grandes zones linguistiques françaises (dialectes d'oc, dialectes d'oïl, dialectes francoprovençaux), le parler local est de type francoprovençal.

## Histoire

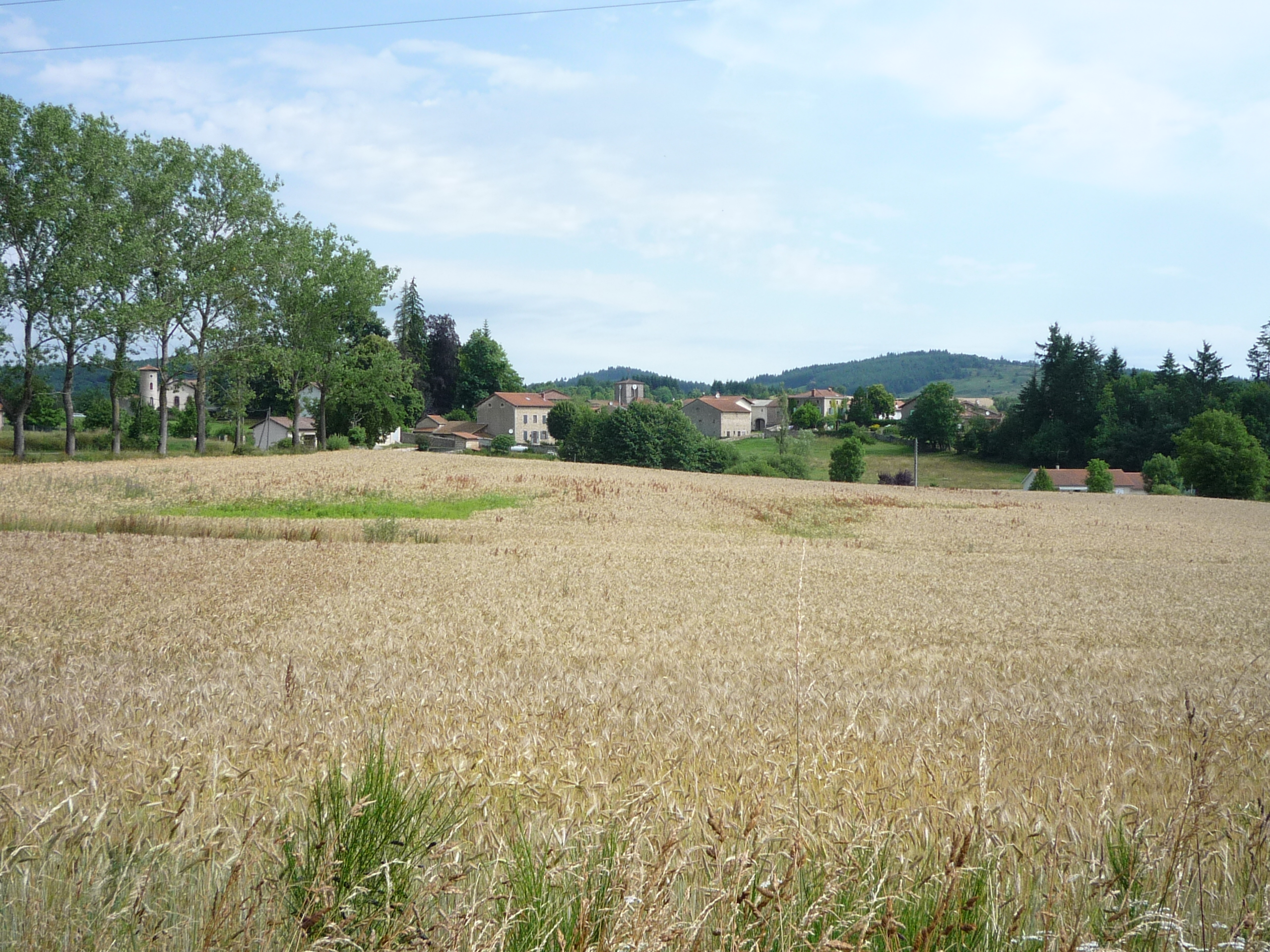
Le village des Salles.

### Vestiges néolithiques

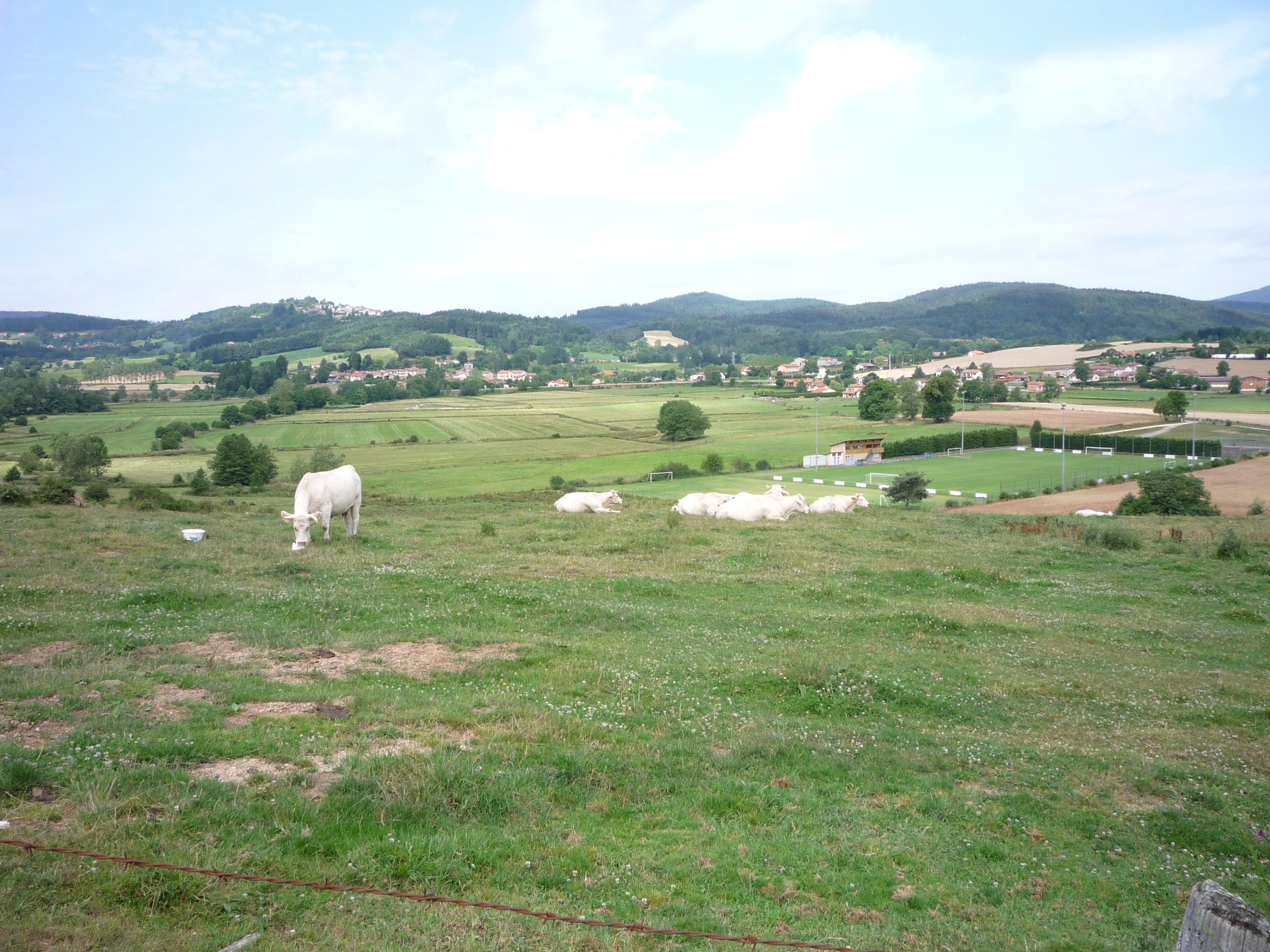
Plaine des Bataillouses.

Dans les années 1930, un instituteur, André Breasson, a trouvé plusieurs silex taillés sur la commune confirmant une occupation humaine relativement ancienne du territoire.

### Vestiges de l'âge du bronze
L'étude de la tourbière du Verdier (voir plus haut) a mis en évidence que son origine vers 1000 av. J.-C. est liée à des aménagements d'origine humaine. Cette étude confirme la présence fort ancienne d'habitants sur le territoire de la commune.

### Vestiges gaulois et gallo-romains
En contrebas du chemin qui va du Verdier à la Plagnette, des sondages effectués en 2003 par le GRAL ont mis en évidence une occupation gallo-romaine.
Des éléments de poterie sigillée avec décors ont été découverts. Ils sont datés du IIe siècle de notre ère.
À proximité a aussi été découvert un autre site qui n’a pas été daté avec précision, mais qui pourrait être d’origine gauloise.

### Évènements historiques
- En 1181, Guy II, comte de Forez, fit bâtir sur le territoire de la paroisse des Salles une fortification en un lieu nommé Cervières. Cette construction avait pour but de protéger le comté de Guy II de Forez des velléités de ses puissants voisins d'Auvergne, de Couzan et d'Urfé lors de sa présence aux croisades. Plus tard, de nombreuses maisons s'étant construites autour de la garnison, le territoire de Cervières fut démembré de la paroisse des Salles[17].
- En novembre 1567, une troupe de protestants, conduits par Poncenat, lieutenant du baron des Adrets et Verbelais est vaincue par les catholiques du marquis de La Chabre et les seigneurs de Terris et de La Valette dans la plaine des Bataillouses. Cette bataille coûta la vie à environ 300 soldats[18]. Le capitaine-châtelain de Cervières était Antoine Meaudre. Ce dernier convoquera le ban pour s'opposer aux protestants de Poncenat. Il est représenté sur la face de la croix des Meaudre qui sera érigée pour commémorer la victoire.

## Politique et administration

### Liste des maires
| Période                                  | Période  | Identité            | Étiquette | Qualité |
| ---------------------------------------- | -------- | ------------------- | --------- | ------- |
| Les données manquantes sont à compléter. |          |                     |           |         |
|                                          | 1935     | Petrus Chaux        |           |         |
| 1935                                     | 1949     | François Brissay    |           |         |
| 1950                                     | 1975     | Joseph Brunet       |           |         |
| 1975                                     | 1998     | Charles Pilonchery  |           |         |
| 1998                                     | 2014     | Philippe Godard     |           |         |
| 2014                                     | En cours | Jean-Hervé Peurière |           |         |

## Population et société

### Démographie
Les habitants de la commune sont appelés les Salards et les Salardes.
L'évolution du nombre d'habitants est connue à travers les recensements de la population effectués dans la commune depuis 1793. Pour les communes de moins de 10 000 habitants, une enquête de recensement portant sur toute la population est réalisée tous les cinq ans, les populations de référence des années intermédiaires étant quant à elles estimées par interpolation ou extrapolation. Pour la commune, le premier recensement exhaustif entrant dans le cadre du nouveau dispositif a été réalisé en 2008.

En 2022, la commune comptait 562 habitants, en évolution de +6,64 % par rapport à 2016 (Loire : +1,32 %, France hors Mayotte : +2,11 %).
| 1793 | 1800 | 1806 | 1821  | 1831  | 1836  | 1841 | 1846  | 1851  |
| ---- | ---- | ---- | ----- | ----- | ----- | ---- | ----- | ----- |
| 900  | 748  | 848  | 1 002 | 1 048 | 1 086 | 968  | 1 032 | 1 021 |

| 1856 | 1861 | 1866  | 1872  | 1876  | 1881 | 1886  | 1891  | 1896  |
| ---- | ---- | ----- | ----- | ----- | ---- | ----- | ----- | ----- |
| 940  | 992  | 1 033 | 1 063 | 1 061 | 981  | 1 050 | 1 006 | 1 090 |

| 1901  | 1906 | 1911 | 1921 | 1926 | 1931 | 1936 | 1946 | 1954 |
| ----- | ---- | ---- | ---- | ---- | ---- | ---- | ---- | ---- |
| 1 024 | 874  | 850  | 804  | 734  | 664  | 666  | 691  | 572  |

| 1962 | 1968 | 1975 | 1982 | 1990 | 1999 | 2006 | 2008 | 2013 |
| ---- | ---- | ---- | ---- | ---- | ---- | ---- | ---- | ---- |
| 527  | 505  | 412  | 518  | 441  | 424  | 466  | 477  | 513  |

| 2018 | 2022 | - | - | - | - | - | - | - |
| ---- | ---- | - | - | - | - | - | - | - |
| 554  | 562  | - | - | - | - | - | - | - |

### Sports et loisirs
- Club de foot ASCLS (Association Sportive Chausseterre Les Salles) créé en 1973. Couleurs jaune et bleu.
- Société de chasse communale. Organisation de la Marche de la Bouillie chaque année le 14 juillet.
- Le Collège : Foyer pour adultes handicapés vieillissants géré par l'APAJH.

## Culture locale et patrimoine

### Lieux et monuments

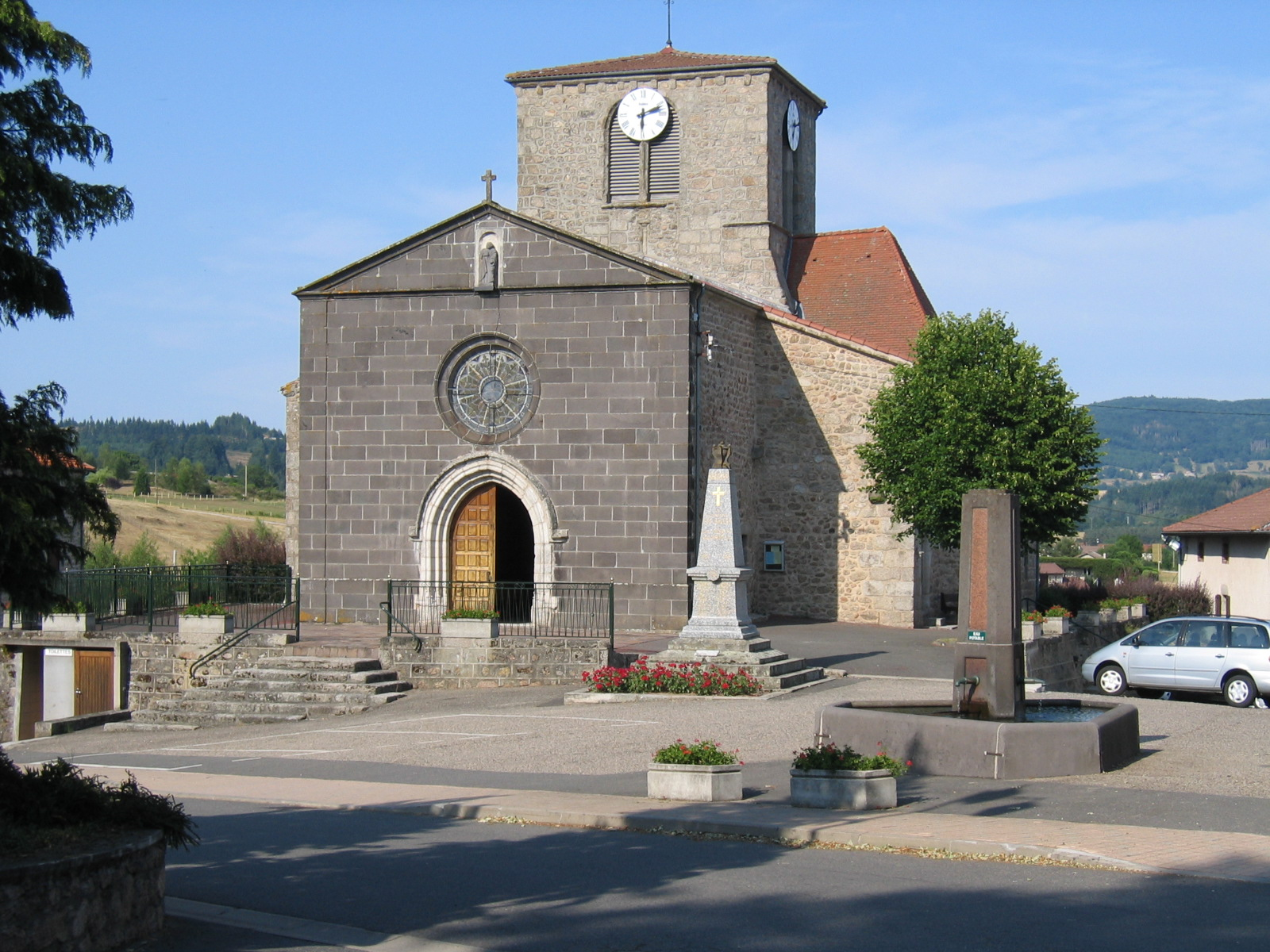
L'église datant du XIIe siècle.

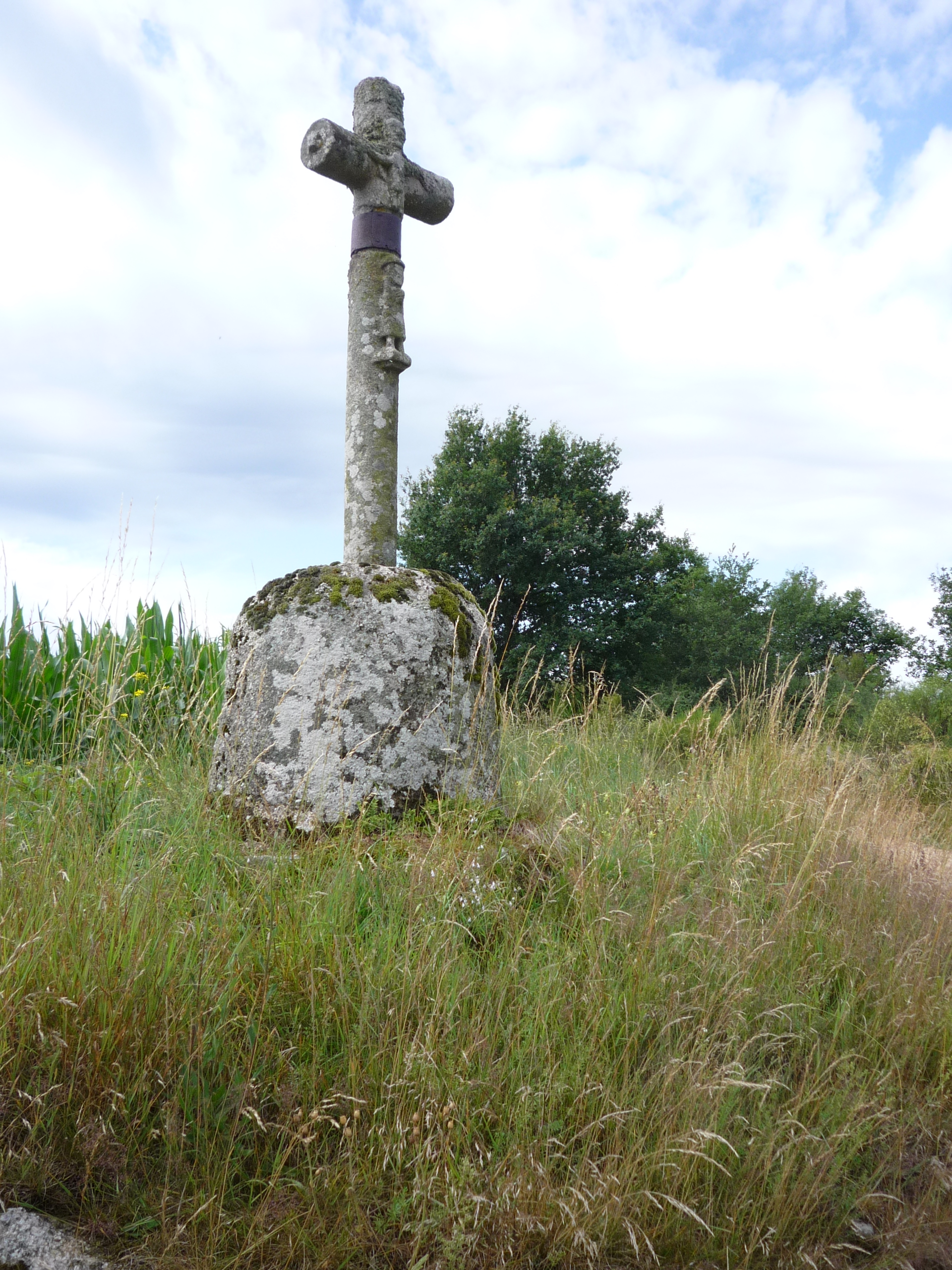
La Croix des Meaudres.

- Les pierres druidiques : la pierre branlante, La pierre du sacrifice, le dolmen de La Goutte.
- Mérange, lieu le plus anciennement cité : en 982 dans le cartulaire de Savigny.
- La voie romaine Lugdunum (Lyon) - Augustonemetum (Clermont) (les Meaudres-Le Bourg-La Croix Blanche-Relange-L'Étrat).
- L'église paroissiale Saint-Pierre des Salles date du XIIe siècle (l'une des plus anciennes de la région) ; à l'intérieur, la statue de sainte Anne et la Vierge en bois ciré datant de la fin XVIIIe ou du début XIXe siècle est classée monument historique[25].
- La chapelle Saint-Roch, érigée dans les années 1630 à la suite d'un vœu fait par les habitants des Salles et de Cervières lors de l’épidémie de peste.
- Les souterrains : Le Bourg (ex-presbytère), Chapt, Fauchemagne, Le Lac, Coavoux, La Cure, Mérange[26]...
- Des fermes fortifiées : Relange, Rullion, le Verdier, le Lac...
- Des châteaux : château de la Goutte, les Serrots, Chapt...
- Des lieux légendaires : le tombeau de Mona, le rocher de la Mule.

### Personnalités liées à la commune
- François Gilbert Planche (1866-1924), ingénieur, industriel et député des Hautes-Alpes, dont la famille est originaire du hameau de Coavoux. Homme d'action, il s'est investi dans les chemins de fer, dans l'exploitation minière et dans l'énergie électrique. Il est considéré comme un des « pères de l'hydroélectricité » dans les Alpes. Il est aussi l'arrière-grand-père de Carla Bruni-Sarkozy.

### Héraldique
|  | Les armoiries des Salles se blasonnent ainsi : Écartelé en sautoir : au 1er d'azur au casque d'argent taré de profil, aux 2e et 3e d'or au pic de mineur de sable, les deux pics affrontés, au 4e d'azur à trois dauphins d'argent ployés et appointés en lunel ; sur le tout d'or à la herse de sable cloutée d'or ; le tout enfermé dans une filière componée de gueules et d'or. |